# Cyclodictyon vesiculosum
Cyclodictyon vesiculosum là một loài rêu trong họ Pilotrichaceae. Loài này được (Brid.) Kuntze mô tả khoa học đầu tiên năm 1891.